# Damien Duff
Damien Anthony Duff (Ballyboden, 2. ožujka 1979.) je bivši irski nogometaš koji je igrao je na poziciji veznog igrača. Igrao je 14 godina za Irsku. 

## Klupska karijera

### Fulham FC
Za engleski nogometni klub Fulham FC je igrao pet godina, od 2009. godine do 2014. godine. Iz Fulhama je prešao u australski Melbourne City.

## Reprezentacija
Upisao je svoj prvi nastup kao senior za Republiku Irsku 25. ožujka 1998. U 2012. godini je se oprostio od irske reprezentacije. Zabio je osam pogodaka za svoju domovinu, u 100 utakmica.

## Vanjske poveznice
- Profil na Transfermarktu
- Profil na Soccerwayu